# 2013 aux Fidji
Cet article présente les faits marquants de l'année 2013 aux Fidji.

## Évènements
- 10 janvier : Dans le cadre de la préparation d'une nouvelle Constitution, le gouvernement (issu du coup d'État de décembre 2006) rejette des aspects de la Constitution préparée par une commission indépendante, et annonce qu'il va préparer lui-même le nouveau document[1].

- 15 janvier : En vue des élections législatives de 2014 devant officiellement ramener le pays à la démocratie, le gouvernement militaire publie un décret annonçant les critères pour la reconnaissance de partis politiques[2].

- 15 janvier : Les Fidji prennent la direction du Groupe des 77 aux Nations unies[3].

- janvier : Les principaux partis politiques (le Parti travailliste, le Soqosoqo Duavata ni Lewenivanua, le Parti des peuples unis et le Parti de la Fédération nationale) s'assemblent en un Front uni pour des Fidji démocratiques, en opposition au régime militaire[4].

- mars : La publication d'une vidéo montrant des gardiens de prison torturant des prisonniers suscite les condamnations de la communauté internationale. Trois gardiens de prison, identifiés comme ayant participé aux sévices, sont licenciés, et une enquête de police est ouverte, mais le Premier ministre Voreqe Bainimarama refuse de les condamner, estimant qu'ils ont « fait leur devoir, veillant à la sécurité de cette nation et à ce que nous puissions dormir tranquilles la nuit »[5].

- 21 mars : Le Premier ministre Voreqe Bainimarama publie une proposition de nouvelle Constitution, soumise à la consultation populaire avant finalisation par le gouvernement (à dominante militaire). Il renonce ainsi à la tenue d'une assemblée constituante[6].

- 22 mars : Bainimarama, au pouvoir depuis le coup d'État de décembre 2006, annonce qu'il sera candidat aux élections législatives prévues pour septembre 2014, et qu'il compte fonder un parti politique à cet effet[7].

- 3 avril : L'ancien Premier ministre Laisenia Qarase sort de prison après huit mois d'incarcération pour corruption[8].

- 18 avril : Mort de Ratu Aisea Katonivere, tenant du titre de Tui Macuata, chef suprême traditionnel de Macuata ; mort noyé lors d'un accident de pêche[9].

- 22 juin : La ville de Levuka est inscrite au patrimoine mondial par l'UNESCO, devenant le premier site fidjien ainsi classé[10].

- 23 juin : L'équipe des Fidji de rugby à XV remporte pour la première fois la Pacific Nations Cup, à Tokyo[11].

- 22 août : Le gouvernement transitoire, issu du coup d'État militaire de décembre 2006, publie la Constitution qui encadrera les élections de septembre 2014. Parmi les changements notables : les circonscriptions électorales sont abolies, faisant place à un système électoral à la proportionnelle ; le Sénat est aboli, en faveur d'un parlement monocaméral ; le droit de vote est désormais acquis à l'âge de 18 ans, au lieu de 21 ; le nombre de sièges au parlement est réduit à 50 ; la propriété autochtone des terres est garantie ; les Fidjiens expatriés obtiennent le droit de vote ; les trois langues du pays (l'anglais, le fidjien et le hindi) doivent être enseignées à l'école ; et les forces armées ont pour rôle de garantir « la sécurité, la défense et le bien-être » du pays et de ses habitants[12],[13].